# Roger Haudegand
Roger Haudegand (Marly, 20 febbraio 1932 – Aix-en-Provence, 19 maggio 2017) è stato un cestista francese.

## Carriera
Con la Francia ha disputato due edizioni dei Giochi olimpici (Helsinki 1952, Melbourne 1956), i Campionati mondiali del 1954 e i Campionati europei del 1953.